# Jochem Uytdehaage
Jochem Simon Uytdehaage (* 9. července 1976 Utrecht, Utrecht) je bývalý nizozemský rychlobruslař.
Na seniorské mezinárodní scéně debutoval na začátku roku 1999, když se objevil v závodě Světového poháru, pravidelně v něm však začal nastupovat až v ročníku 2000/2001. Tehdy se také poprvé zúčastnil šampionátů: na evropském byl čtvrtý, na světovém vícebojařském desátý a na Mistrovství světa na jednotlivých tratích dobruslil na 10km distanci sedmý. Jeho nejúspěšnější sezónou byl následující ročník 2001/2002. Nejprve zvítězil na Mistrovství Evropy, poté získal tři medaile na Zimních olympijských hrách 2002 – dvě zlaté ze závodů na 5 km a 10 km a jednu bronzovou z tratě 1500 m, a sezónu zakončil ziskem zlata na Mistrovství světa ve víceboji. Další cenné kovy si přivezl i v následujících letech: vyhrál závod na 5000 m na Mistrovství světa na jednotlivých tratích 2003, vybojoval bronz na evropském šampionátu 2004 a zlato na Mistrovství Evropy 2005. Sportovní kariéru ukončil v roce 2007 po dvou sezónách nevýrazných výkonů.
V roce 2002 obdržel cenu Oscara Mathisena.